# 임실 상가 윷판형 암각화유적
임실 상가 윷판형 암각화유적(任實 上加 윷版形 巖刻畵遺蹟)은 대한민국 전북특별자치도 임실군 신평면 가덕리에 있는 유적이다. 2016년 12월 16일 전라북도의 기념물 제133호로 지정되었다.

## 개요
상가 윷판형 암각화에 대한 등장 시기는 물론이고, 그 성격에 대해서도 천체의 모형도, 북두칠성의 운행, 농점의 도구, 농경과 관련된 천문학적 관점, 신앙적 의례의 결과물로서 상징성을 갖는 종교적 성소 등 다양한 의견을 가지고 있다. 그러나 이 유적은 윷판형 유적으로서 전국 최대의 규모이면서 초기적인 유적으로서의 위상을 가지고 있으며, 문화전파의 경로에 대한 증거로서 역사적 학술적 중요성이 있어 우선 지정 보호가 필요하다고 판단된다.

## 참고 자료
- 임실 상가 윷판형 암각화유적 - 국가유산청 국가유산포털